# 1924 في كندا
فيما يلي قوائم الأحداث التي وقعت خلال عام 1924 في كندا.

## سياسة

### تعيين في المنصب
- 1 يناير – إرنست لابوينت وزير العدل [الإنجليزية]‏.
- 1 يناير – كاميلي روي عميد جامعة لافال ‏.
- 1 يناير – ويليام ريد أوين عمدة فانكوفر ‏.
- 5 مايو – كليفورد ويليام روبنسون عضو مجلس الشيوخ الكندي ‏.

### انتهاء فترة المنصب
- 1 يناير – ويليام ريد أوين عمدة فانكوفر ‏.
- 1 مايو – لويس هنري ديفيز Chief Justice of Canada [الإنجليزية]‏.
- 5 مايو – كليفورد ويليام روبنسون عضو الجمعية التشريعية لنيو برونزويك ‏.

## مواليد

### يناير
- 1 يناير – إيلين ويليامز
- 1 يناير – باول سلطان عالم اقتصاد كندي.
- 1 يناير – كينيدي ليندسي سياسي من المملكة المتحدة.
- 12 يناير – فرنسيس كولمان
- 23 يناير – جيمس ر. ويت
- 27 يناير – جورج ألبرت كير سياسي كندي.
- 29 يناير – لويس مارشال

### فبراير
- 3 فبراير – دوغلاس نيل سياسي كندي.
- 5 فبراير – رود تومسون سياسي كندي.
- 7 فبراير – إيفور دنت مدرس من كندا.
- 18 فبراير – لويس لابيرج نقابي كندي.
- 19 فبراير – فرناند جيرارد سياسي كندي.
- 24 فبراير – إريك نيلسن سياسي كندي.
- 24 فبراير – دوغلاس جونغ سياسي كندي.

### مارس
- 2 مارس – ستان كيمب لاعب هوكي جليد كندي.
- 12 مارس – هنري روشون لاعب كرة مضرب كندي.
- 14 مارس – بيل غليني لاعب هوكي جليد كندي.
- 16 مارس – فيليس غروسكورث كاتبة كندية.
- 17 مارس – لويس لويد فينتر
- 20 مارس – باد بويس سياسي كندي.
- 28 مارس – كلير غانيه

### أبريل
- 1 أبريل – ستيوارت ميلتون هودسون سياسي كندي.
- 6 أبريل – دوغ ستيفنسون لاعب هوكي جليد كندي.
- 11 أبريل – بين تومسون سياسي كندي.
- 11 أبريل – فاني كوفمان ممثلة مكسيكية.

### مايو
- 18 مايو – توم فولر لاعب هوكي جليد كندي.
- 27 مايو – جيمس هايز كهنوت كندي.
- 28 مايو – باول إيبرت ممثل كندي.

### يونيو
- 3 يونيو – أندرو كولير ضابط بحري كندي.
- 3 يونيو – كولين ديوهورست
- 4 يونيو – ليونارد جونز سياسي كندي.
- 5 يونيو – توم هودسون فنان كندي.
- 9 يونيو – فرانك هيكي
- 12 يونيو – أرشيبالد جونستون سياسي كندي.
- 14 يونيو – آرثر إريكسون
- 20 يونيو – روث بود
- 21 يونيو – ماكس ماكناب لاعب هوكي جليد كندي.

### يوليو
- 11 يوليو – بريت سوميرز ممثلة كندية.
- 11 يوليو – جاك تايلور
- 11 يوليو – يوجين ويلان سياسي كندي.
- 14 يوليو – دون موريسون لاعب هوكي جليد كندي.
- 24 يوليو – دودلي غاريت لاعب هوكي جليد كندي.
- 26 يوليو – جان لي

### أغسطس
- 6 أغسطس – جون إدوين بريتون سياسي كندي.
- 8 أغسطس – سوزان مارتل
- 10 أغسطس – فرانك دونلاب لاعب هوكي جليد كندي.
- 14 أغسطس – فرد غريفز
- 19 أغسطس – ويلارد بويل

### سبتمبر
- 3 سبتمبر – دوغ ريد
- 17 سبتمبر – دوروثي مورتون

### أكتوبر
- 5 أكتوبر – باربرا كيلي ممثلة كندية.
- 24 أكتوبر – بيل بروستر سياسي كندي.
- 30 أكتوبر – كال غاردنر لاعب هوكي جليد كندي.

### نوفمبر
- 2 نوفمبر – دايفيد باور لاعب هوكي جليد كندي.
- 2 نوفمبر – غوردون نورتن متسابق يخت كندي.
- 8 نوفمبر – جوني باور لاعب هوكي جليد كندي.
- 10 نوفمبر – داني كاميرون سياسي كندي.
- 11 نوفمبر – جاك شميت لاعب هوكي جليد كندي.
- 17 نوفمبر – بيل وارويك لاعب هوكي جليد كندي.
- 19 نوفمبر – جون بنجامين ستيوارت سياسي كندي.
- 28 نوفمبر – فيليب د. لويس سياسي كندي.

### ديسمبر
- 2 ديسمبر – جوناثان فريد
- 4 ديسمبر – جان غراتون كهنوت كندي.
- 5 ديسمبر – ديفيد كالفر رائد أعمال كندي.
- 12 ديسمبر – دوغ جاكسون لاعب هوكي جليد كندي.
- 15 ديسمبر – روبرت سولتر
- 16 ديسمبر – ماريان والدمان ممثلة كندية.
- 17 ديسمبر – جينو سوفران لاعب كرة سلة كندي.
- 19 ديسمبر – دوغ هارفي لاعب هوكي جليد كندي.
- 20 ديسمبر – جودي لامارش
- 23 ديسمبر – بيل كايل لاعب هوكي جليد كندي.
- 23 ديسمبر – غوردون إل. إس. هارت قاضي كندي.
- 24 ديسمبر – الكسندر غوردون مكاي
- 30 ديسمبر – إيفون بريل

## وفيات

### يناير
- 1 يناير – فريدريك جون فرينش (مواليد 1847) سياسي كندي.
- 1 يناير – مارك ووكر (مواليد 1846) كاتب أغاني كندي.
- 12 يناير – ألكسيس لابوينت (مواليد 1860) منافِس أوليمبي كندي.
- 20 يناير – تشارلز كيرك كلارك (مواليد 1857) طبيب نفسي كندي.

### فبراير
- 1 فبراير – موريس بريندرغاست (مواليد 1858) رسام من الولايات المتحدة الأمريكية.
- 10 فبراير – مونتاغيو شامبرلين (مواليد 1844)
- 29 فبراير – لورينزو برتراند (مواليد 1886) لاعب هوكي جليد كندي.

### مارس
- 27 مارس – بايرون إدموند ووكر (مواليد 1848) رجل أعمال كندي.

### أبريل
- 1 أبريل – هارولد جارفيس (مواليد 1864) مغني كندي.
- 4 أبريل – جورج وود (مواليد 1858) لاعب كرة قاعدة من الولايات المتحدة الأمريكية.

### مايو
- 1 مايو – لويس هنري ديفيز (مواليد 1845) سياسي كندي.

### يونيو
- 6 يونيو – جوزفين كونان (مواليد 1845) كاتبة كندية.
- 8 يونيو – جون هوارد سنكلير (مواليد 1848) سياسي كندي.
- 16 يونيو – أرشيبالد هاريسون (مواليد 1834) سياسي كندي.
- 24 يونيو – لويس كورتيس (مواليد 1865) مهندس معماري كندي.
- 25 يونيو – جاك داراغ (مواليد 1890) لاعب هوكي جليد كندي.

### يوليو
- 24 يوليو – بالمر كوكس (مواليد 1840)

### أغسطس
- 16 أغسطس – ويليام جيمس كونيل (مواليد 1846) سياسي أمريكي.

### سبتمبر
- 2 سبتمبر – جورج ويليام فولر (مواليد 1829) سياسي كندي.

### أكتوبر
- 8 أكتوبر – جيمس إدوين كريغتون (مواليد 1861) فيلسوف أمريكي.
- 16 أكتوبر – دانيال بيرت (مواليد 1847) سياسي كندي.

### نوفمبر
- 14 نوفمبر – تشارلز هاي (مواليد 1843) سياسي كندي.